# Tanaina
Tanaina est une ville d'Alaska aux États-Unis dans le Borough de Matanuska-Susitna. Elle fait partie de la zone statistique métropolitaine d'Anchorage et avait une population de 8 197 habitants en 2010.

## Situation - climat
Elle est située au nord de Wasilla entre Meadow Lakes et Fishhook, à 72 km d'Anchorage.
Les températures moyennes de janvier vont de -36 à 1 °C et de 6 à 28 °C en juillet.

## Histoire
La région était une zone de transport jusqu'en 1906 quand fut construite la première piste, Carle Wagon Road qui reliait Knik à la région minière de Willow Creek. C'est devenu actuellement la route de Wasilla à Fishhook. Après la Seconde Guerre mondiale la population a commencé à s'agrandir. La George Parks Highway a été achevée en 1971.
L'économie locale est basée sur le commerce et les services, et de nombreux habitants travaillent à Palmer, Wasilla ou Anchorage.

## Démographie
| 2000  | 2010  | - | - | - | - |
| ----- | ----- | - | - | - | - |
| 4 993 | 8 197 | - | - | - | - |